# Sladka Voda, Varna
Sladka Voda (în bulgară Сладка Вода) este un sat în comuna Dălgopol, regiunea Varna,  Bulgaria. 

## Demografie
Componența etnică a satului Sladka Voda
     Bulgari (100%)
     Nicio identificare (0%)
     Altele (0%)
La recensământul din 2011, populația satului Sladka Voda era de 44 locuitori. Din punct de vedere etnic, toți locuitorii erau bulgari.